# HD 131705
HD 131705，又名CD-50 8939，SAO 242128、HR 5560，是一颗恒星，视星等为6.64，位于銀經322.01，銀緯6.71，其B1900.0坐标为赤經14h 50m 0.5s，赤緯-51° 6.71′ 31″。